# Romanówka (województwo łódzkie)
Romanówka – wieś w Polsce położona w województwie łódzkim, w powiecie piotrkowskim, w gminie Rozprza.
W latach 1975–1998 miejscowość położona była w województwie piotrkowskim.